# Sophien-Magdalenen-Koog

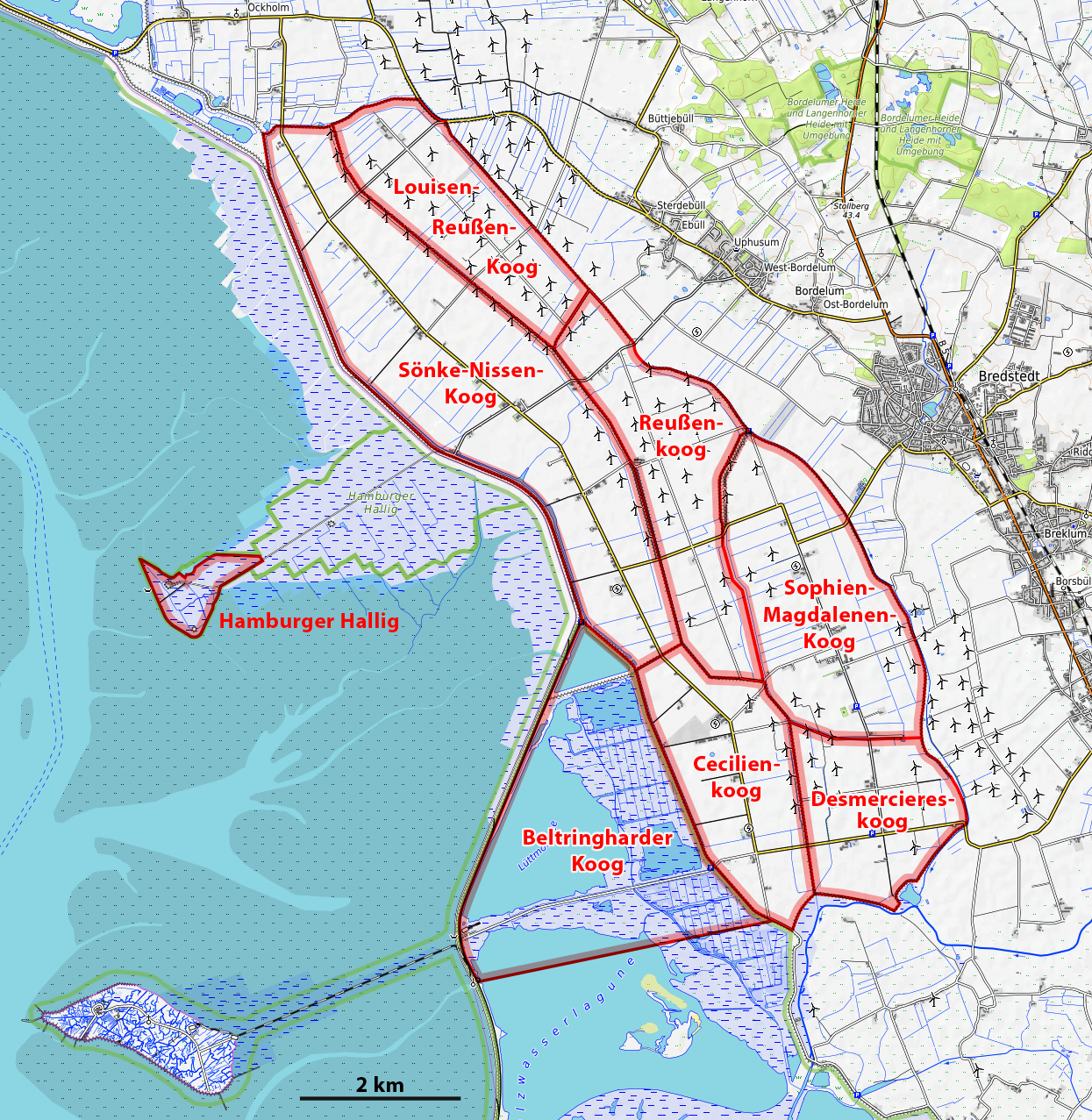
Karte der Köge der Gemeinde Reußenköge

Der Sophien-Magdalenen-Koog (auch: Sophie-Magdalenen-Koog) ist ein Koog und Ortsteil der Gemeinde Reußenköge, Schleswig-Holstein. Er war der erste Schritt zur endgültigen Bedeichung der Bredstedter Bucht.

## Topographie
Der Sophien-Magdalenen-Koog befindet sich an der Ostkante der Gemeinde Reußenköge an der Einfallstraße aus Richtung Bredstedt (L 11). Benachbarte Köge sind:
|              | Bordelumer Koog                             | Bredstedter Koog |
| Reußenkoog   | Kompassrose, die auf Nachbargemeinden zeigt | Breklumer Koog   |
| Cecilienkoog | Desmerciereskoog                            |                  |

Er ist dünn besiedelt und wird aufgrund des Zeitpunkts der Eindeichung zu den Jungmarschen gerechnet. Die Siedlungsstruktur entspricht größtenteils der einer Streusiedlung. Eine zusammenhängende Siedlungsstruktur bildet lediglich die Reihung ehemaliger Landarbeiterhäuser entlang des sogenannten Schleusenwegs.

## Geschichte

### Vor der Besiedlung
Nach den beiden großen Mandränken der Jahre 1362 und 1634 war zwischen der Hattstedter Marsch im Süden und der Insel Ockholm im Norden ein Meereseinschnitt entstanden, die sogenannte Bredstedter Bucht. Unter dem Namen Bredstedter Werk fasste der dänische König Christian IV. Anfang des 17. Jahrhunderts den Plan, diese Bucht komplett einzudeichen. Ab Ostern des Jahres 1619 wurde mehrere Jahre lang versucht, dieses große Werk zwischen der Ecke Hattstedter Neuerkoog und Ockholm zu vollenden. Nach mehreren Sturmfluten in den Jahren bis 1625, welche die Arbeit immer wieder zunichtemachten, wurde dieser Plan jedoch vorerst verworfen.
Erst im 1708 wurde der Plan wieder hervorgeholt. Aufgrund der zuvor gemachten Erfahrungen war der König aber nicht mehr willens, die Eindeichung selbst zu finanzieren. Dafür war ihm das Steuergeld doch zu teuer. Jedoch war er bereit, ein Oktroy zur Bedeichung der Ländereien auszustellen. Dies tat er im Jahr 1708. Die Inhaber des Oktroys waren jedoch eher an einem Weiterverkauf, welcher um 1711 zustande kam, als an der Eindeichung interessiert. Durch die Anlage von Schenkeldeichen an strategisch günstigen Stellen wurde im weiteren Verlauf zunächst die Aufschlickung gefördert. Und da man sich auf ein kleineres Gebiet zur Bedeichung beschränkte, konnte dieses Projekt auch vollendet werden. Jedoch zerstörte die Weihnachtsflut 1717 und die Eisflut im Februar 1718 dieses Gebiet, welches ungefähr die drei Köge Desmerciereskoog, Reußenkoog und Sophien-Magdalenen-Koog umfasste, wieder.

### Endgültige Eindeichung
Im Jahr 1728 erwarben schließlich Jean Henri Desmercières zusammen mit seinem Vater Graf Gyldensteen das Oktroy. Der Koog wurde zwischen 1741 und 1743 in einer Größe von 608 ha eingedeicht und nach der Gemahlin des dänischen Königs Christian VI, Königin Sophie Magdalene, geb. Prinzessin von Brandenburg-Bayreuth, benannt. In diesem Rahmen verzichtete man auf eine großräumige Eindeichung mitsamt der Jakobshallig. Auch die Abdämmung des Bottergatts wurde nicht vorgenommen.

## Nutzung

### Landwirtschaft
Im Koog befinden sich heute noch sechs (ursprünglich elf) landwirtschaftliche Betriebe. Darunter befindet sich ein Biolandhof. Das Einkommen erwirtschaften die Betriebe durch verschiedenste Produktionszweige. Dominierend ist hierbei der Ackerbau mit Marktfrüchten. Inzwischen finden sich auf den meisten Dächern der Höfe zudem Photovoltaikanlagen, die den Betriebsinhabern ein weiteres Einkommen sichert.

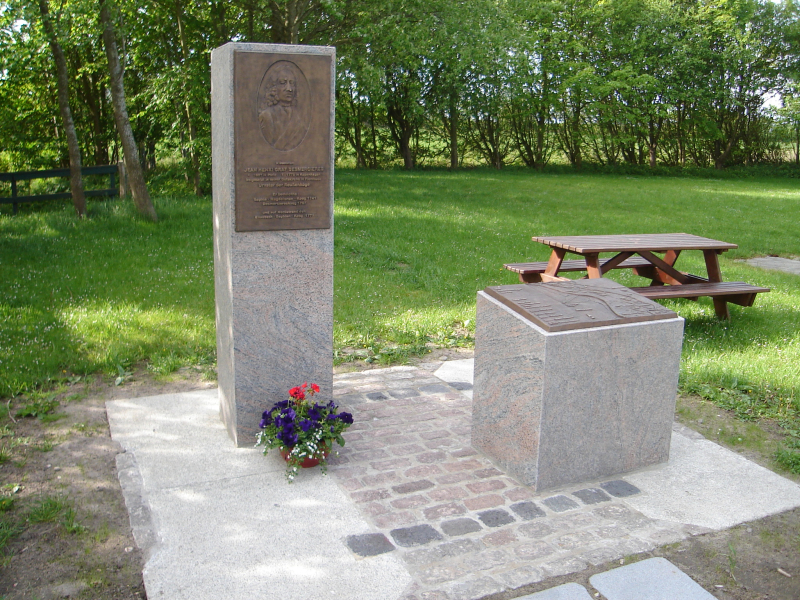
Gedenktafel zu Ehren Graf Desmercières

### Gemeindezentrum
Für die Reußenköge bildet er mit der Koogshalle und der Alten Schule (heute: u. a. Versammlungsort für ortsansässige Vereine) den Mittelpunkt der Gemeinde. An dieser Stelle wird heute auch dem Erbauer des Kooges mit einer Gedenktafel gedacht.

### Gewerbe
Im Sophien-Magdalenen-Koog sind zehn Windkraftanlagen im Betrieb. Diese sind drei örtlichen Bürgerwindparks zugeordnet. Daneben befindet sich seit dem Jahr 2009 die Warenannahme einer Landhandelsfirma im Koog. Ergänzt wird diese gewerbliche Agrarstruktur durch einen landtechnischen Lohnunternehmer.

## Statistische Daten zum Koog
In der nachstehenden Tabelle sind Bevölkerung und Haushalte aus der Volkszählung vom 25. Mai 1987 nachgewiesen. Diese Zahlen wurden seither nur noch auf Gemeindeebene fortgeschrieben.
| 6 | Sophien-Magdalenen-Koog5 | 1741 | 6,19 | 77 | 25 |
| 5 Gemeindezentrum (nicht Gemeindeverwaltung, diese befindet sich außerhalb der Gemeinde in der östlich angrenzenden Stadt Bredstedt) |                          |      |      |    |    |